# Dong Van
 (décembre 2012).

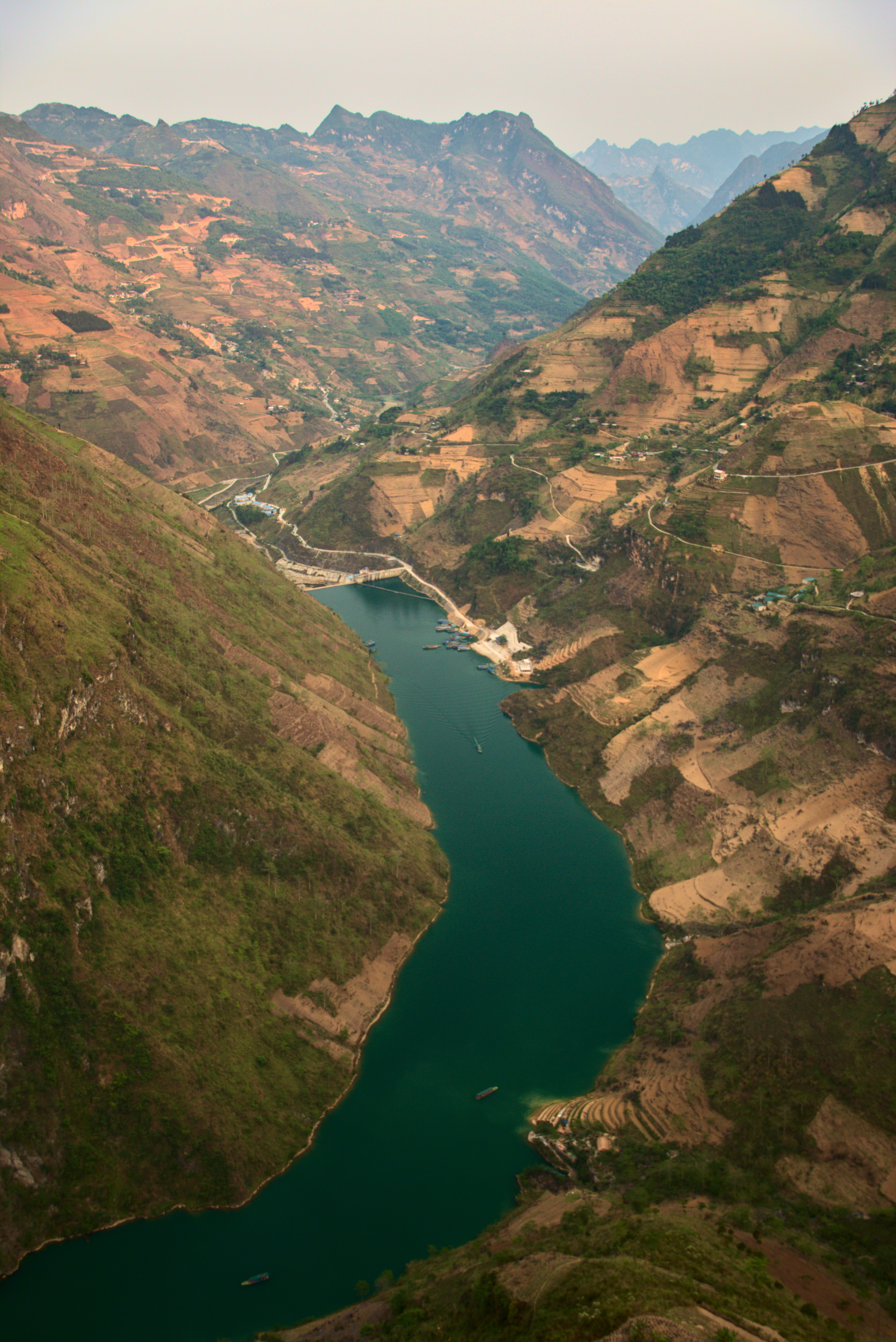
Canyon de Tu San, le plus profond du Vietnam.

Đồng Văn est un village vietnamien situé à la frontière chinoise, dans la province de Hà Giang à l'extrême nord du pays.

## Description
Đồng Văn est célèbre pour plusieurs raisons :
C'est par Đồng Văn que les deux premières migrations des Hmongs, dénommés par les Français meo ou miao, une déformation du mot chinois mieo, qui veut dire « sauvages, barbares », sont passés du sud de la Chine au nord du Viêt Nam : les premiers, une centaine de familles des lignées Lù et Giàng, sont entrés il y a environ 300 ans en arrivant du Guizhou et se sont installés dans le massif karstique désolé entre Đồng Văn et Méo Vac ; la 2e migration s'est faite il y a environ 200 ans, une centaine de familles des lignées Vàng et Ly, alors qu’un groupe plus petit des lignées Vàng, Ly, Chau, Sùng, Hoàng et Vù s’est installé dans les montagnes au nord de Bac Ha (district de Si Ma Cai) ; ce sont les fameux Hmong fleuris.
Đồng Văn est au centre d'un phénomène géologique étonnant qui a fait de la région un parc géologique : un massif karstique de pics et canyons planté là comme une baie d'Along terrestre, alors que les montagnes des alentours sont principalement de hautes collines. 
D’une superficie totale de plus de 2 300 km2, le Parc géologique du Plateau calcaire de Đồng Văn a été officiellement reconnu le 3 octobre 2010 comme membre du Réseau global des parcs géologiques (GGN, qui en compte 77 dans le monde), le deuxième d’Asie du Sud-Est après celui de Langkawi en Malaisie. Il résulte d'une longue évolution géologique, avec la présence de sédiments datant de l'ère Cambrien-Ordovicien (il y a 600-400 millions d'années), de Dévonien (il y a 390-360 millions d'années), de Carbo-Permien et de Trias (il y a 360-310 millions d'années).
C'est avant d'arriver à Đồng Văn que l'on peut prendre une petite route de montagne se dirigeant plein nord jusqu'au point le plus septentrional du pays, le petit bourg de Lũng Cú. Cette petite route, magnifique, permet d'ailleurs de contempler à l'horizon l'extraordinaire phénomène géologique du parc, avec ses multiples pics karstiques détonnant avec le reste du paysage.
Đồng Văn, peuplé surtout de « Hmongs noirs », est dominé par deux pics ; au sommet du plus élevé se trouvent les ruines du fort français de Po Lu, construit en 1890 et évacué en 1945.
Quelques kilomètres avant d'arriver à Đồng Văn, dans le petit village de Sà Phìn dans un vallon en contrebas de la route, est érigé le Château du roi des h'mongs (Nhà ho Vuong), un petit complexe construit sur le modèle des yamen mandchu avec ses trois cours intérieures et ses 64 pièces, mais francisé avec deux donjons en pierre ; il a été construit par un chef coûtumier local allié des français, Vuong Chin Duc ; plus de 100 personnes y habitaient à l'époque, y compris les trois femmes et innombrables enfants de Chin Duc. À l'entrée se trouvent des tombes de membres de la famille, y compris une des trois reines et des fils. Le château a été évacué en 1945 et les descendants habitent maintenant en France et au Québec.

## Tourisme
Depuis quelques années, cette région reçoit des touristes et Đồng Văn compte donc maintenant quatre petits hôtels et deux restaurants, et offre des possibilités de trekking d'une journée ainsi que le spectacle hautement coloré de son marché du dimanche, où se retrouvent les membres des minorités locales. Il faut toutefois un permis pour y séjourner, qui s'achète au poste de police local.